# Luxemburg az 1924. évi nyári olimpiai játékokon
Luxemburg a franciaországi Párizsban megrendezett 1924. évi nyári olimpiai játékok egyik részt vevő nemzete volt.